# Белошейная тиркушка
Белошейная тиркушка (лат. Glareola nuchalis) — вид птиц семейства тиркушковых. Выделяют два подвида.
Вид распространён в странах Африки южнее Сахары. Обитает на открытых территориях с выходами скал и вблизи водоёмов.
Птица длиной 17,5—19,5 см, массой 43—82 г. Верхняя часть тела серо-коричневая. Через шею проходит белая полоса, которая заканчивается у глаз. Низ тела серый, посередине брюха он становится белым. Нижняя сторона крыльев тёмно-серая с белой полоской посередине. Клюв чёрный с ярко-красным основанием. Ноги кораллово-красные.
Всегда держится вблизи водоёмов. Часто птиц можно заметить верхом на бегемотах, полупогруженных в воду. Также посещают влажные луга, где сидят на ветвях деревьев, выступающих шестах или ограждениях. Большую часть дня отдыхают, иногда в довольно многочисленных стаях. Питаются на рассвете или вечером. Охотятся на насекомых в полёте.
Сезон размножения зависит от страны распространения: в Сьерра-Леоне длится с апреля по февраль, в Нигерии с апреля по июнь (с низким уровнем воды), в ДРК с июля по октябрь, с сентября по октябрь в Замбии, с сентября по ноябрь в Зимбабве. Гнездится колониями до 26 пар. Гнёзд не строит, откладывает яйца непосредственно на скале, в ямке или ущелье. В гнезде 1—3 яйца. Инкубация длится 20 дней. Насиживают оба партнёра поочередно. Птенцы сразу после вылупления умеют плавать и быстро покидают гнездо. Родители кормят их насекомыми в течение 20—30 дней.